# Arara, Paraíba
Arara là thành phố tự trị của bang Paraíba miền đông bắc Brasil, cách 142 km từ thủ phủ João Pessoa của bang.